# Brandon Royval
Brandon Matthew Royval (Denver, Colorado, Estados Unidos; 6 de agosto de 1992) es un artista marcial mixto estadounidense que actualmente compite en la división de peso mosca de Ultimate Fighting Championship (UFC). Desde el 27 de febrero de 2024, está en la posición #3 del ranking de peso mosca de UFC.

## Primeros años
Nacido y criado en Denver, ya entrenaba jiu-jitsu brasileño y Muay Thai a los 15 años. Tiene un hermano mayor, Darian.

## Carrera de artes marciales mixtas

### Inicios
Tuvo su primer combate amateur a la edad de 18 años, acumulando un récord de 5-0. Comenzando su carrera profesional en 2012, compiló un récord de 8-3 luchando principalmente para Legacy Fighting Alliance, eventualmente culminando en una oportunidad para el Campeonato Interino de Peso Mosca de LFA contra Casey Kenney, que perdió por decisión unánime.
Se enfrentó a Joby Sanchez el 3 de mayo de 2019 en LFA 65. Perdió el combate por sumisión en el primer asalto.
Se esperaba que se enfrentara a Jared Scoggins por el vacante Campeonato de Peso Mosca de LFA el 22 de noviembre de 2019 hasta que Scoggins se retiró del combate y Nate Williams se presentó como sustituto. Ganó el combate por sumisión en el primer asalto y ganó el Campeonato de Peso Mosca de la LFA.

### Ultimate Fighting Championship

#### 2020
Royval  debutó en UFC contra Tim Elliott el 30 de mayo de 2020, en UFC on ESPN: Woodley vs. Burns. Ganó la pelea por sumisión en el segundo asalto. Esta pelea lo hizo merecedor de su primer premio de Pelea de la Noche.
Royval enfrentó a Kai Kara-France el 27 de septiembre de 2020, en UFC 253. Ganó la pelea por sumisión en el segundo. Esta pelea lo hizo merecedor de su segundo premio de Pelea de la Noche.
Royval enfrentó a Brandon Moreno el 21 de noviembre de 2020, en UFC 255. Perdió la pelea por TKO en el primer asalto.

#### 2021
Royval enfrentó a Alexandre Pantoja el 21 de agosto de 2021 UFC on ESPN: Cannonier vs. Gastelum. Perdió la pelea por sumisión en el segundo asalto.

#### 2022
Royval enfrentó a Rogério Bontorin el 15 de enero de 2022, en UFC on ESPN: Kattar vs. Chikadze. Ganó el combate por decisión dividida.
Royval enfrentó a Matt Schnell el 7 de mayo de 2022, en UFC 274. Ganó la pelea por sumisión en el primer asalto. Este combate le valió el premio a la Pelea de la Noche.
Royval estaba programado para enfrentar a Askar Askarov el 15 de octubre de 2022, en UFC Fight Night 212.  Sin embargo, la pelea fue cancelada el día antes del evento por problemas de Askarov con el corte de peso.
Royval estaba programado para enfrentar a Amir Albazi el 17 de diciembre de 2022, en UFC Fight Night 216. Sin embargo, Royval se retiró de la pelea a finales de noviembres por una lesión de muñeca.

#### 2023
Royval enfrentó a Matheus Nicolau el 15 de abril de 2023, en UFC on ESPN 44. Ganó la pelea por KO en el primer asalto. Esta victoria lo hizo merecedor de su primer premio de Actuación de la Noche.
Royval enfrentó a Alexandre Pantoja en una revancha por el Campeonato Mundial de Peso Mosca de UFC el 16 de diciembre de 2023, en UFC 296. Perdió la pelea por decisión unánime.

#### 2024
Royval enfrentó a Brandon Moreno en una revancha, reemplazando a Amir Albazi, el 24 de febrero de 2024, en UFC Fight Night 237. Ganó la pelea por decisión dividida. 
Royval se enfrentó a Tatsuro Taira el 12 de octubre de 2024, en la estelar de UFC Fight Night 244. Ganó el combate por decisión dividida. Ganó el bono de Pelea de la Noche.

#### 2025
Se esperaba que Royval se enfrentara a Manel Kapé el 28 de junio de 2025 en el UFC 317, sin embargo Kapé se retiró de la pelea debido a una fractura en el pie y es reemplazado por Joshua Van. Perdió la pelea por decisión unánime. Ganó el bono a Pelea de la Noche.

## Vida personal
Tras la victoria contra Kai Kara-France, dejó su trabajo a tiempo completo en el sistema de justicia juvenil. También trabaja como instructor de jiu-jitsu en Factory X.

## Campeonatos y logros
- Ultimate Fighting Championship
  - Pelea de la Noche (Cinco veces) vs. Tim Elliott, Kai Kara-France, Matt Schnell,Tatsuro Taira y Joshua Van.[10][13][22][36][38]
  - Actuación de la Noche (Una vez)  vs. Matheus Nicolau

- Legacy Fighting Alliance
  - Campeonato de Peso Mosca de Legacy Fighting Alliance (una vez)[7]

## Récord en artes marciales mixtas
| Récord profesional | Récord profesional | Récord profesional |
| 25 peleas          | 17 victorias       | 8 derrotas         |
| ------------------ | ------------------ | ------------------ |
| Nocaut             | 5                  | 1                  |
| Sumisión           | 8                  | 1                  |
| Decisión           | 4                  | 6                  |

| Resultado | Récord | Oponente          | Método                        | Evento                                       | Fecha                    | Ronda | Tiempo | Localización            | Notas                                            |
| --------- | ------ | ----------------- | ----------------------------- | -------------------------------------------- | ------------------------ | ----- | ------ | ----------------------- | ------------------------------------------------ |
| Derrota   | 17-8   | Joshua Van        | Decisión (unánime)            | UFC 317                                      | 28 de junio de 2025      | 3     | 5:00   | Las Vegas, Nevada       | Pelea de la Noche                                |
| Victoria  | 17-7   | Tatsuro Taira     | Decisión (dividida)           | UFC Fight Night: Royval vs. Taira            | 12 de octubre de 2024    | 5     | 5:00   | Las Vegas, Nevada       | Pelea de la Noche                                |
| Victoria  | 16–7   | Brandon Moreno    | Decisión (dividida)           | UFC Fight Night: Moreno vs. Royval 2         | 24 de febrero de 2024    | 5     | 5:00   | Ciudad de México        |                                                  |
| Derrota   | 15–7   | Alexandre Pantoja | Decisión (unánime)            | UFC 296                                      | 16 de diciembre de 2023  | 5     | 5:00   | Las Vegas, Nevada       | Por el Campeonato de Peso Mosca de UFC.          |
| Victoria  | 15–6   | Matheus Nicolau   | KO (rodillazos y codazos)     | UFC on ESPN: Holloway vs. Allen              | 15 de abril de 2023      | 1     | 2:09   | Kansas City, Misuri     | Actuación de la noche.                           |
| Victoria  | 14–6   | Matt Schnell      | Sumisión (guillotine choke)   | UFC 274                                      | 7 de mayo de 2022        | 1     | 2:14   | Phoenix, Arizona        | Pelea de la Noche.                               |
| Victoria  | 13–6   | Rogério Bontorin  | Decisión (dividida)           | UFC on ESPN: Kattar vs. Chikadze             | 15 de enero de 2022      | 3     | 5:00   | Las Vegas, Nevada       |                                                  |
| Derrota   | 12–6   | Alexandre Pantoja | Sumisión (rear-naked choke)   | UFC on ESPN: Cannonier vs. Gastelum          | 21 de agosto de 2021     | 2     | 1:46   | Las Vegas, Nevada       |                                                  |
| Derrota   | 12–5   | Brandon Moreno    | TKO (golpes)                  | UFC 255                                      | 21 de noviembre de 2020  | 1     | 4:59   | Las Vegas, Nevada       |                                                  |
| Victoria  | 12–4   | Kai Kara-France   | Sumisión (guillotine choke)   | UFC 253                                      | 27 de septiembre de 2020 | 2     | 0:48   | Abu Dhabi               | Pelea de la Noche.                               |
| Victoria  | 11–4   | Tim Elliott       | Sumisión (arm-triangle choke) | UFC on ESPN: Woodley vs. Burns               | 30 de mayo de 2020       | 2     | 3:18   | Las Vegas, Nevada       | Pelea de la Noche.                               |
| Victoria  | 10–4   | Nate Williams     | Sumisión (armbar)             | LFA 79                                       | 22 de noviembre de 2019  | 1     | 0:23   | Broomfield, Colorado    | Ganó el vacante Campeonato de Peso Mosca de LFA. |
| Victoria  | 9–4    | Joby Sanchez      | Sumisión (armbar)             | LFA 65                                       | 3 de mayo de 2019        | 1     | 3:17   | Vail, Colorado          |                                                  |
| Derrota   | 8–4    | Casey Kenney      | Decisión (unánime)            | LFA 53                                       | 9 de noviembre de 2018   | 5     | 5:00   | Phoenix, Arizona        | Por el Campeonato Interino de Peso Mosca de LFA. |
| Victoria  | 8–3    | Charles Johnson   | Decisión (unánime)            | LFA 48                                       | 7 de septiembre de 2018  | 3     | 5:00   | Kearney, Nebraska       |                                                  |
| Victoria  | 7–3    | Jerome Rivera     | TKO (lesión en el brazo)      | LFA 39                                       | 4 de mayo de 2018        | 1     | 0:40   | Vail, Colorado          |                                                  |
| Victoria  | 6–3    | Demetrius Wilson  | Sumisión (triangle choke)     | LFA 22                                       | 8 de septiembre de 2017  | 2     | 2:00   | Broomfield, Colorado    |                                                  |
| Derrota   | 5–3    | Nick Urso         | Decisión (dividida)           | LFA 10                                       | 21 de abril de 2017      | 3     | 5:00   | Pueblo, Colorado        |                                                  |
| Victoria  | 5–2    | Rakan Adwan       | Sumisión (armbar)             | LFA 5                                        | 24 de febrero de 2017    | 1     | 1:54   | Broomfield, Colorado    |                                                  |
| Victoria  | 4–2    | Angel Torres      | Sumisión (triangle choke)     | SCL 53                                       | 15 de octubre de 2016    | 1     | 0:34   | Denver, Colorado        | Debut en el peso mosca.                          |
| Derrota   | 3–2    | Ricky Palacios    | Decisión (unánime)            | Combate Americas: Road to the Championship 5 | 26 de mayo de 2016       | 3     | 5:00   | Los Ángeles, California |                                                  |
| Victoria  | 3–1    | Danny Mainus      | KO (rodillazo)                | WSOF 29                                      | 12 de marzo de 2016      | 1     | 2:48   | Greeley, Colorado       |                                                  |
| Victoria  | 2–1    | Joey Welch        | TKO (golpes)                  | SCL: Mile High Mayhem                        | 23 de agosto de 2014     | 1     | 0:51   | Denver, Colorado        |                                                  |
| Derrota   | 1–1    | Ben VomBaur       | Decisión (unánime)            | Kick Down MMA 104                            | 19 de octubre de 2012    | 3     | 5:00   | Denver, Colorado        | Debut en el peso gallo.                          |
| Victoria  | 1–0    | Sammy Rind        | TKO (codazos)                 | Kick Down MMA 102                            | 17 de agosto de 2012     | 1     | 1:45   | Denver, Colorado        | Combate de peso acordado (140 libras).           |